# Vrchní soud v Praze
Vrchní soud v Praze je vrchní soud se sídlem v hlavním městě Praze s působností zejména pro českou část České republiky, pro zejména moravskou a celou slezskou je zřízen Vrchní soud v Olomouci. Vznikl v souvislosti s rozpadem československé federace roku 1993 transformací z tehdejšího republikového Nejvyššího soudu České republiky.
Je odvolacím soudem pro krajské soudy a sídlí spolu s vrchním státním zastupitelstvím v Praze v justičním paláci, který tvoří dominantu náměstí Hrdinů na Pankráci. Budova přímo navazuje na věznici Pankrác a velmi výrazně se zapsala do historie českého soudnictví.

## Složení a příslušnost soudu
Vrchní soud v Praze se skládá z předsedy soudu, kterého jmenuje na funkční období 7 let prezident republiky, z místopředsedů soudu, kteří jsou na stejné období jmenováni ministrem spravedlnosti, z předsedů senátů a z dalších soudců, jichž je dohromady zhruba sto. Pro přidělení nebo přeložení k vrchnímu soudu musí soudce splňovat podmínku alespoň osmileté odborné praxe.
Soud rozhoduje v tříčlenných senátech především o odvoláních proti rozhodnutím krajských soudů, které má ve svém obvodu, rozhoduje tedy tam, kde tyto krajské soudy rozhodly v prvním stupni. Jde o nejzávažnější trestné činy, kde dolní hranice sazby trestu odnětí svobody činí nejméně pět let, nebo o některé hospodářské trestné činy či trestné činy proti státu. Dále rozhoduje v insolvenčním řízení a ve sporech týkajících se např. obchodních korporací, duševního vlastnictví, hospodářské soutěže, směnek a šeků nebo některých burzovních věcí, případně tam, kde se spor týká cizího státu či diplomatů. Povoluje také použití policejního agenta a kromě toho ve svém obvodu rozhoduje i o vyloučení krajských soudců z důvodu podjatosti, o přikázání věci jinému než místně příslušnému soudu mezi obvody krajských soudů a o věcné příslušnosti krajských i okresních soudů, ledaže věc patří k Nejvyššímu soudu.
Do obvodu Vrchního soudu v Praze patří tyto krajské soudy:
- Městský soud v Praze
- Krajský soud v Praze
- Krajský soud v Českých Budějovicích (včetně pobočky v Táboře)
- Krajský soud v Plzni
- Krajský soud v Ústí nad Labem (včetně pobočky v Liberci)
- Krajský soud v Hradci Králové (včetně pobočky v Pardubicích)

## Historie
Vrchní zemský soud v Praze s působností pro celé území království Českého (tedy s působností vůči tehdejším krajským soudům v Praze, Mladé Boleslavi, Kutné Hoře, Táboře, Českých Budějovicích, Písku, Plzni, Chebu, Mostě, Litoměřicích, České Lípě, Liberci, Jičíně, Hradci Králové a Chrudimi; na Moravě a ve Slezsku působil Vrchní zemský soud v Brně) byl zřízen již roku 1850 jako nástupce po zrušeném všeobecném apelačním soudu. Vrchní soud rozhodoval v pětičlenných senátech pouze o odvoláních proti rozhodnutím krajských soudů jako soudů prvního stupně. Kromě této rozhodovací činnosti měl také disciplinární pravomoc nad soudci, advokáty a notáři ve své působnosti a realizoval jejich profesní zkoušky. Přetrval i po vzniku Československé republiky, nejdříve s označením vrchní soud, poté zemský soud, sídlil tehdy na Malostranském náměstí 27 a zrušen byl až v rámci „zlidovění soudnictví“ roku 1949.
Prezidenti Vrchního zemského soudu Českého království od vzniku instituce do zániku monarchie (1849–1918):
- 1849–1854 Antonín Bedřich II. hrabě Mitrovský z Nemyšle
- 1854–1867 Leopold Ottomar svobodný pán Hennet
- 1867–1879 Ignaz svobodný pán Streit
- 1880–1890 Josef svobodný pán Temnitschka
- 1891–1898 František Rumler svobodný pán z Eichenwehru
- 1898–1900 František Jansa
- 1900–1918 Viktor svobodný pán Wessely

V důsledku federalizace Československa v roce 1969 vznikl vedle Nejvyššího soudu Československé socialistické republiky se sídlem v Praze i Nejvyšší soud České socialistické republiky také se sídlem v Praze. A zatímco federální nejvyšší soud se víceméně omezil pouze na otázky týkající se celého státu, republikový v tříčlenných senátech rozhodoval jak o odvoláních proti rozhodnutím krajských soudů jako soudů prvního stupně, tak o mimořádných opravných prostředcích. Kromě toho mohl zaujímat i sjednocující stanoviska k výkladu zákonů, a to buď na úrovni kolegia (trestní a občanskoprávní, později také obchodní a správní), nebo i celého pléna soudu. Zákon o soudech a soudcích z roku 1991 nicméně přesunul sídlo Nejvyššího soudu České a Slovenské Federativní Republiky do Brna, kde byl tento československý nejvyšší soud začátkem roku 1993 transformován na Nejvyšší soud České republiky a dosavadní republikový Nejvyšší soud České republiky byl novelizačním zákonem s účinností od 1. ledna 1993 transformován ve Vrchní soud v Praze. Existence vrchních soudů obecně je kompromisem, který řešil konkurenci dvou nejvyšších soudů v předvečer zániku federace, federálního a republikového. Nakonec se situace neřešila rušením instituce, ale právě vznikem vrchních soudů – navíc se dosavadní předseda federálního nejvyššího soudu Otakar Motejl stal předsedou Nejvyššího soudu a dosavadní předseda republikového nejvyššího soudu Antonín Mokrý předsedou Vrchního soudu v Praze.
Až do roku 1996, kdy byl zřízen Vrchní soud v Olomouci, vykonával pražský vrchní soud i jeho agendu, měl tedy v tomto období celostátní působnost. V této době, kdy jeho postavení stále odpovídalo dřívějšímu republikovému nejvyššímu soudu, se také stále vnitřně členil na trestní, občanskoprávní, obchodní a správní kolegium, mohl zaujímat stanoviska k výkladu zákonů a v obecném soudnictví řešil i mimořádné opravné prostředky – dovolání proti rozhodnutím krajských soudů jako soudů odvolacích a stížnosti pro porušení zákona. Svou judikaturu publikoval v Bulletinu Vrchního soudu v Praze. Nejvyšší soud České republiky rozhodoval o mimořádných opravných prostředcích jen tam, kde vrchní soud rozhodl o odvolání. Poté však tato agenda sjednocování judikatury přešla zcela na Nejvyšší soud. Po roce 2003 přišel i o rozhodování ve správním soudnictví, které bylo vyčleněno ke krajským soudům a k nově zřízenému Nejvyššímu správnímu soudu. Dále tak už rozhoduje, podobně jako původní vrchní zemský soud, jen o odvoláních proti rozhodnutím krajských soudů jako soudů prvního stupně.

### Předsedové vrchního soudu
- JUDr. Antonín Mokrý (1993–1999)
- JUDr. Jaroslav Bureš (2000–2001)
- JUDr. Vladimír Stibořík (2001–2013)
- JUDr. Jaroslav Bureš (2013–2020)[24][25]
- JUDr. Luboš Dörfl (od 2020)

## Budova

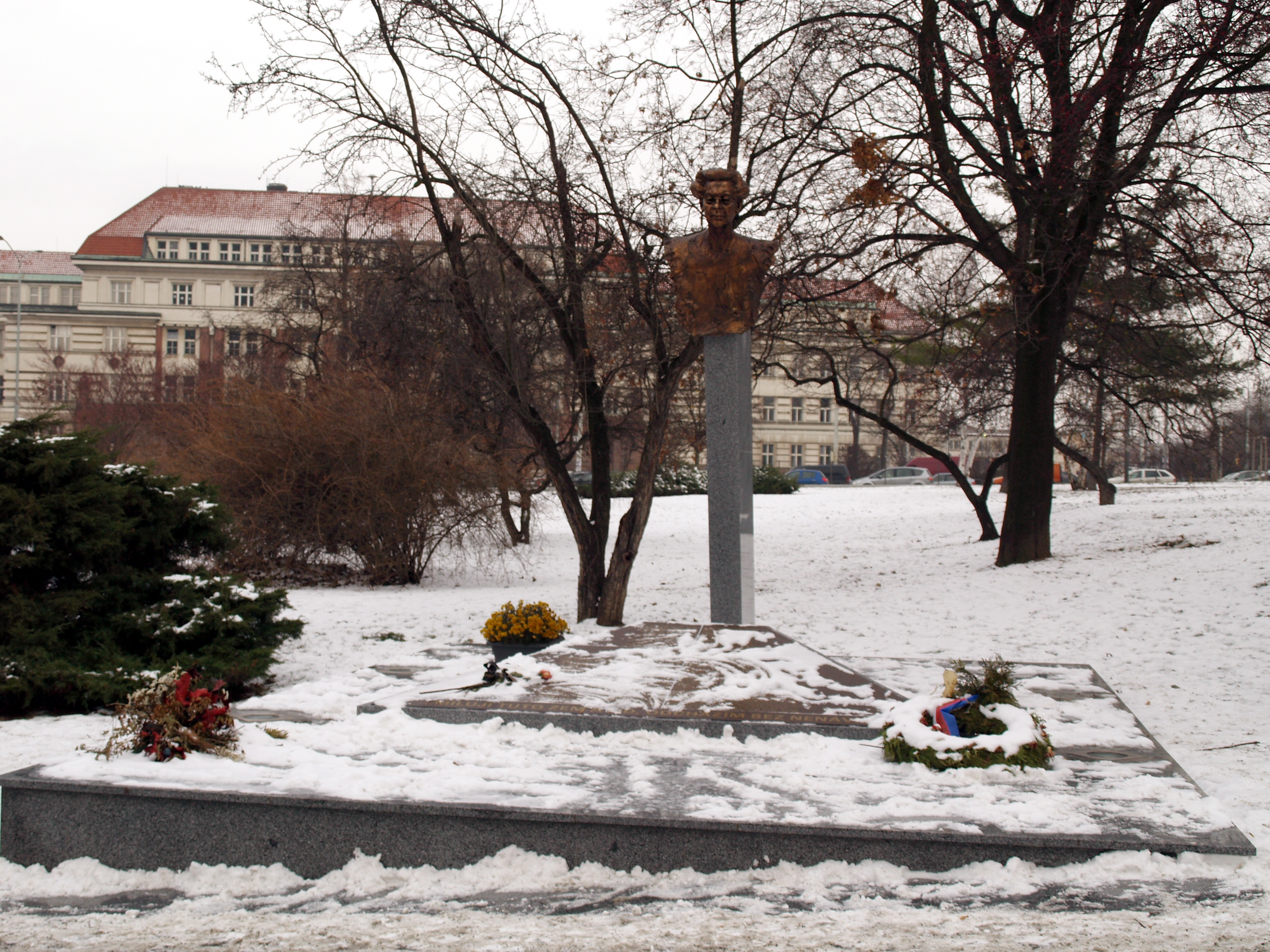
Památník Milady Horákové před budovou soudu na náměstí Hrdinů

Justičnímu paláci předcházel areál věznice z roku 1889, který sloužil pro účely zemského trestního soudu. Právě pro něj bylo rozhodnuto o výstavbě nové budovy, v roce 1929 se započalo se stavbou v Nuslích a soud se sem z Karlova náměstí přestěhoval v roce 1933. Zůstal zde spolu s krajským státním zastupitelstvím až do roku 1952, kdy objekt převzal Nejvyšší soud. Projekt vypracoval a realizoval pražský architekt Bedřich Bendelmayer, zapojil do něj už dva stojící obytné domy a zároveň adaptoval vstupní budovu věznice. Jde o monumentální novoklasicistní budovu se dvěma vnitřními dvory, ovlivněnou i tzv. národním slohem, jejíž čelní stranu se sloupy zdobí dvě sochy od Františka Matějů, Justice s mečem a Justice s váhami. Nejvýraznější součástí soudu je velká porotní síň, kde se mj. odehrávaly zásadní procesy české historie.
Během protektorátního období byl spolu s pankráckou věznicí symbolem německé okupace, kromě českého krajského trestního soudu zde sídlily i soudy německé (okresní Amtsgericht a krajský Landesgericht) a také gestapo. Ve věznici bylo v letech 1943–1945 popraveno celkem 1075 osob. Po válce zde naopak působil mimořádný lidový soud a také Národní soud, trest smrti vyslechl např. Karl Hermann Frank nebo Josef Pfitzner, v rámci retribucí byli odsouzeni také někteří členové protektorátních vlád a další kolaborující osoby. Po Únoru 1948 se historie mimořádných soudů opakovala, sídlil zde Státní soud, který ve vykonstruovaných politických procesech odsoudil k trestu smrti např. Miladu Horákovou nebo Rudolfa Slánského.
Poté budova sloužila Nejvyššímu soudu a generální prokuratuře, po federalizaci státu také republikovému nejvyššímu soudu, který zde zůstal i po rozdělení Československa a transformoval se na Vrchní soud v Praze. Nejvyšší soud se přesunul do Brna. V letech 1993–1997 prošel justiční palác zásadní rekonstrukcí, respektující původní prvorepublikový charakter budovy a jejího interiéru, a přestěhovalo se sem Vrchní státní zastupitelství v Praze. Stavba je od roku 1992 nemovitou kulturní památkou.